# Sidi Ali El Korati
Sidi Ali El Korati  (in arabo سيدي علي الكراتي‎?) è un centro abitato e comune rurale del Marocco situato nella provincia di Essaouira, regione di Marrakech-Safi. Conta una popolazione di 6 546 abitanti (censimento 2014).